# José Manuel da Câmara de Atalaia
José Manuel da Câmara de Atalaia (Lisboa, 25 de Dezembro de 1686 – Atalaia, 9 de Julho de 1758), foi o segundo Patriarca de Lisboa com o nome de D. José I (eleito em 10 de Março de 1754). O Papa Bento XIV fê-lo cardeal -presbítero em 10 de Abril de 1747.

## Biografia
Era filho de D. Luís Manuel de Távora, 4.º Conde da Atalaia, e de sua segunda mulher D. Francisca Leonor de Mendonça, irmão consanguíneo do 5.º Conde e irmão do 6.º Conde da Atalaia e 1.º Marquês de Tancos.
Estudou no Colégio de São Pedro, em Coimbra, da Ordem Terceira de São Francisco.
Nomeado para o serviço da Capela Real, onde foi sumilher da cortina. Em 15 de Maio de 1710, Dom João V de Portugal nomeou-o reitor da Capela Real, que havia sido recentemente construído como uma igreja colegiada de São Tomé em 1 de Março daquele ano. Em 7 de Novembro de 1716, a Capela Real tornou-se Sé patriarcal metropolitana pela bula papal In supremo apostolatus e Dom José Manuel tornou-se membro do Colégio dos Principais, e como seu reitor, presidiu o Te Deum, na qual pela primeira vez todas as dignidades usavam hábitos de prelado.
Atribuído como um juiz do Supremo Tribunal da Inquisição de Lisboa, e presidente da Grande Cúria. Adjunto para os Junta dos Três Estados e Provedor da Misericórdia de Atalaia. Nomeado pelo rei D. João V primarius principalis da igreja catedral de Lisboa, e protonotário apostólico. Ele foi promovido ao cardinalato, a pedido de Dom João V, sendo criado cardeal-presbítero no consistório de 10 de Abril de 1747, com um breve apostólico de 17 de Abril de 1747, Monsenhor Carlo Livizzani levou o barrete cardinalício para Lisboa, já que ele nunca foi a Roma para receber o barrete e o título. Ele foi apresentado por Dom José I de Portugal para a Sé patriarcal de Lisboa, em 9 de Março de 1754.
Eleito Patriarca de Lisboa em 20 de Maio de 1754, ele recebeu o pálio no mesmo dia. Ele tomou posse da Sé em 2 de Junho e foi consagrada em 25 de Julho, em Lisboa, pelo cardeal eleito Lucas Melchor Tempi, arcebispo-titular de Nicomédia, núncio apostólico em Portugal, assistido por José Henriques, bispo de Constantina, e por Hilário de Santa Rosa, O.F.M., ex-bispo de Macau. Depois que se tornou o patriarca, não usou o sobrenome novamente. No sábado 7 de Setembro de 1754, ele entrou solenemente na Sé.
Viveu o Terramoto de 1755, tendo acabado por se retirar e morrer pouco depois, malquistado com o Marquês de Pombal e as perseguições que este movera à Companhia de Jesus.
Morreu em 9 de Julho de 1758, três dias após o Conclave de 1758, o qual não participou. Ele foi exposto no palácio de sua família. O funeral teve lugar em 12 de Julho, na Igreja Matriz de Nossa Senhora da Assunção da Atalaia, onde foi enterrado na parede do lado do Evangelho da capela-mor. Atualmente, seu túmulo está sob o altar principal.